# Massacre des Fosses ardéatines
Le massacre des Fosses ardéatines est le massacre de 335 civils italiens perpétré par les troupes d'occupation nazies à Rome le 24 mars 1944. Ce massacre fut commis en représailles à un attentat perpétré le jour précédent sur la via Rasella.
Les Fosses sont devenues un monument ouvert au public.

## Les faits
Invasion de la Sicile
- Lampedusa
- Corkscrew
- Mincemeat
- Barclay
- Animals
- Chestnut
- Narcissus
- Fustian
- Ladbroke
- Gela
- Troina
- Centuripe

Invasion de l'Italie
- Baytown
- Avalanche
- Rome
- Slapstick
- Armistice de Cassibile
- Achse
- Naples
- Bombardement du Vatican
- Ligne Volturno
- Libération de la Corse
- Ligne Barbara
- Bombardement de Bari

Ligne Gustave
- Ligne Bernhardt
- Raincoat
- San Pietro Infine
- Rivière Moro
- Ortona
- Rivière Rapido
- Monte Cassino
- Shingle
- Cisterna
- Diadem
- Strangle
- Ligne Trasimene
- Libération de Rome
- Ancône
- Brassard

Ligne gothique
- Rimini
- Saint-Marin
- Gemmano
- Montecieco
- Monte Castello
- Garfagnana

Offensive du printemps 1945
- Tombola
- Bowler
- Roast
- Bologne
- Argenta Gap
- Herring
- Collecchio

Guerre civile italienne
Le 23 mars 1944, une attaque à la bombe dans la via Rasella tue 32 soldats allemands et un autre le lendemain. En représailles, sous les ordres du lieutenant-colonel SS Herbert Kappler, les capitaines Hass et Priebke ainsi que d'autres officiers prennent en otage 335 hommes. La liste est établie avec l'aide du chef de la police fasciste romaine Pietro Caruso. Les quatre premiers otages sont choisis parmi les condamnés à mort de la prison de Regina Coeli à Rome. Leur nombre étant nettement insuffisant, les Allemands prennent en otage plus de 200 autres détenus. Le nombre de 335 est atteint après une rafle dans le ghetto de Rome où des dizaines de Juifs sont arrêtés, avec, parmi eux, un adolescent, Michele Di Veroli, âgé de 15 ans.
Le jour suivant, les otages sont transportés aux Fosses ardéatines dans le quartier d'Ardeatino, en périphérie de Rome. Hass, Priebke et leurs soldats assassinent méthodiquement chacun d'entre eux d'une balle dans la tête, ce qui représente plus de 10 otages par soldat allemand. Ce massacre est l'un des plus importants de l'histoire italienne de la Seconde Guerre mondiale. C'est aussi le plus grand massacre de Juifs sur le territoire pendant l'Holocauste en Italie ; au moins 75 des victimes étaient en état d'arrestation pour des raisons raciales.

## Les responsables du massacre
Le massacre est organisé et exécuté par Herbert Kappler, à l'époque commandant de la police militaire allemande à Rome, assisté de son adjoint le capitaine Erich Priebke ainsi que du capitaine Karl Hass.
Herbert Kappler est également responsable de la fusillade du ghetto de Rome d’octobre 1943 et des tortures contre les partisans antifascistes dans la prison de la via Tasso.
Herbert Kappler est arrêté par les Anglais à la fin de la guerre, puis remis aux autorités italiennes en 1947. Il est condamné à la prison à vie. En 1977, malade du cancer, il profite d'une hospitalisation pour s'évader. Il meurt l'année suivante dans sa ville natale, en Allemagne, âgé de 70 ans.
Erich Priebke et Karl Hass sont rattrapés sur le tard par la justice italienne. Leur procès débouche dans un premier temps sur un verdict plutôt clément, comme le souligne L'Humanité en 1997. Néanmoins, un second procès a lieu en 1998, au cours duquel ils sont condamnés à la prison à vie, peine qui, en raison de leur grand âge — plus de 85 ans —, est commuée en internement à domicile ou résidence surveillée. Hass meurt en 2004 à 91 ans, Priebke fin 2013 à 100 ans révolus.

### Filmographie
- Furie des S.S. Dieci italiani per un tedesco (Via Rasella)  sorti en 1962 de Filippo Walter Ratti.
- SS Représailles (titre original :  Rappresaglia) de George Pan Cosmatos sorti en 1973.
- La buona battaglia - Don Pietro Pappagallo (2006), mini série TV  di Gianfranco Albano.